# The Siren's Song (película de 1919)
The Siren's Song (en español, La canción de la sirena) es una película muda de drama estadounidense de 1919 dirigida por J. Gordon Edwards y protagonizada por Theda Bara. Es considerada una película perdida.

## Trama
Marie Bernais, una joven aldeana bretona, posee una voz maravillosa que su padre puritano cree es un regalo del diablo. Raoul Nieppe la ama, pero teme casarse por debajo de su estatus social, y su rechazo resulta en un intento de suicidio por parte de Marie. Es rescatada por Hector Remey que una vez fue un tenor popular en París, y actúa ahora en un teatrillo de títeres. La asesora y ayuda a convertirse en una cantante famosa. Cuando Raoul la vuelve a encontrar, es la amante de Gaspard Prevost, un rico comerciante casado. Ella regresa a su pueblo natal, para cantar para los soldados a pesar de ser advertida de que podría arruinar su voz. Raoul y su padre la desprecian y la convencen de su culpa. Raoul la ha persuadido de terminar la relación con Gaspard, pero descubre que solo la quería para sí. Marie pierde la voz y vuelve a ser una humilde campesina. Gaspard, ahora libre debido a la muerte de su mujer, que ha estado buscándola, la encuentra, y hallan la felicidad en un honorable matrimonio.

## Reparto
- Theda Bara - Marie Bernais
- Al Fremont - Jules Bernais
- Ruth Handforth - Tía Caroline
- Alan Roscoe - Gaspard Prevost
- Lee Shumway - Raoul Nieppe
- Carrie Clark Ward - Paulette Remey
- Paul Weigel - Hector Remey

## Influencias
La película es referida en una canción del mismo año 1919, de Roy Turk y Ray Perkins que menciona a Bara por su nombre.